# Per7ume
Per7ume, prononcé Perfume, est un groupe de pop rock portugais, originaire de Porto. Il est formé le 7 juillet 2007.

## Biographie
Le groupe est formé le 7 juillet 2007 (07/07/07) à Porto. En février 2008, ils signent un contrat avec Chiado Records, et publie leur premier single en avril 2008, un duo avec Rui Veloso intitulé Intervalo, qui entre directement à la première place des classements musicaux portugais en 2008, selon le Nielsen Radio Control.
Leur premier album, Per7ume, est sorti chez Chiado / Vidisco, et est entré durant l’été 2008, au Top Oficial da AFP, à la 8e position. Il fait participer le pianiste Dan McAlister sur la ballade (estrela da) Má Sorte, bande originale du roman Podia Acabar o Mundo de SIC.
Le groupe entame ensuite la tournée Aroma, qui parcourt le pays, les îles et communautés portugaises, et l’internaitonal (France, Suisse, Angleterre, Luxembourg), dans des lieux tels que Queimas das tapas, Estádio do Futebol, Coliseu do Porto, et Festivais de Verão e para o Presidente da República.
En 2017, le groupe voit son parfum, Y, commercialisé, en partenariat avec Bazar da Publicidade et S Parfum.

## Membres
- A.J. « Tozé » Santos - voix, guitare
- José Meireles - guitare
- Bruno Oliveira - batterie
- Nélson Reis - basse
- José Luis Rodrigues - claviers

## Discographie
- 2008 : Per7ume
- 2009 : Per7ume Réédition Spéciale CD+DVD
- 2010 : MUDO (réédité en 2011)
- 2012 : VAULT de Natal (coffret 3CD/DVD)
- 2013 : 5 anos de PER7UME + convidados (Ao vivo no Rivoli) (CD/DVD)
- 2014 : 3D * Eixo X  (Farol)
- 2015 : VII